# Englische Fußballnationalmannschaft der Frauen
Die englische Fußballnationalmannschaft der Frauen repräsentiert England im internationalen Frauenfußball.

## Hintergründe
Die Mannschaft ist dem englischen Verband unterstellt und wurde von 1998 bis 2013 von der ehemaligen Nationalspielerin Hope Powell trainiert. Die Mannschaft nahm bisher an vier Weltmeisterschaften teil. Bei den ersten drei Teilnahmen schied sie im Viertelfinale aus. Größter Erfolg ist der Gewinn der Europameisterschaft 2022.
Im Herbst 2008 beschloss der Verband eine Strategie der 16 milestones (16 Meilensteine), um die Situation des Frauenfußballs in England zu verbessern. Im Zuge dieser Strategie wurden vor der Fußball-Weltmeisterschaft der Frauen 2011 in Deutschland den Spielerinnen sog. FA central contracts for England women’s players (Verträge der Football Association für Spielerinnen) angeboten. Aus einem Topf, in den u. a. der Verband jährlich £320,000 einzahlt, wird den Nationalspielerinnen ein Gehalt bezahlt, sodass diese nicht auf einen anderen Arbeitsplatz angewiesen sind und sich somit komplett auf das Fußballspielen konzentrieren können und für den Verband, für Trainings etc., besser verfügbar sind. 17 Spielerinnen machten von diesem Vertragswerk, das an bestimmte Kriterien gebunden ist, Gebrauch.
Bei der Fußballweltmeisterschaft in Deutschland wurde zum dritten Mal das Viertelfinale erreicht, in dem erst im Elfmeterschießen gegen Frankreich das Weiterkommen verpasst wurde. England blieb damit neben Brasilien die einzige Mannschaft ohne Niederlage im Turnier und konnte in der Vorrunde als einzige Mannschaft gegen den späteren Weltmeister Japan gewinnen. Nach der WM verbesserte sich England – insbesondere aufgrund des Sieges gegen Japan – auf Platz 6 in der FIFA-Weltrangliste, die beste bis dahin erreichte Platzierung. Im Dezember fiel sie aber wieder auf Platz 8 zurück. Durch das frühe Aus bei der EM 2013 fiel die englische Mannschaft aus den Top 10. Hope Powell wurde im August 2013 von ihren Aufgaben entbunden und Brent Hills, zuvor Co-Trainer und Trainer der U-23-Mannschaft betreute die Mannschaft vorübergehend. Anfang 2014 wurde der Waliser Mark Sampson Trainer der Nationalmannschaft. Mit ihm erreichte die Mannschaft beim Zypern-Cup 2014 den zweiten Platz und verbesserte sich in der FIFA-Weltrangliste im März 2014 auf den 8. Platz. Mit dem Gewinn der Bronze-Medaille bei der Fußball-Weltmeisterschaft 2015 wurde die Mannschaft Fünfter der Weltrangliste. Im März 2016 wurde dann mit Platz 4 die bis dahin beste Platzierung erreicht. Diese wurde durch Siege in der Vorrunde und im Viertelfinale der EM 2017 nochmals verbessert, so dass die Engländerinnen im September 2017 Platz 3 erreichten. Im September 2017 wurde Mark Sampson nach Vorwürfen aus Kreisen englischer Spielerinnen vom englischen Fußballverband entlassen. Unter dem neuen Trainer Phil Neville belegten die Engländerinnen beim SheBelieves Cup 2018 den zweiten Platz und erreichten auch als nun bestplatzierte europäische Mannschaft erstmals den zweiten Platz in der FIFA-Weltrangliste.
Am 30. November 2021 gewannen die Engländerinnen im Rahmen der Qualifikation für die WM 2023 mit 20:0 gegen Lettland und überboten den fünf Tage zuvor von Belgien gegen Armenien aufgestellten Europarekord um ein Tor. Dabei gelangen Lauren Hemp vier und drei Spielerinnen (Beth Mead, Alessia Russo und Ellen White) je drei Tore. White erhöhte ihre Toranzahl damit auf 48 und löste Kelly Smith als Rekordtorschützin ab. Für Hemp und Russo waren es die ersten Länderspieltore überhaupt.
Am 6. April 2023 konnten die Engländerinnen als europäische Vertreterinnen die erste Auflage der Finalissima mit einem 4:2-Sieg im Elfmeterschießen gegen Südamerikameister Brasilien für sich entscheiden.

## Turnierbilanz

The Football Association: Wappenschild (seit 1949)

### Weltmeisterschaften
| Jahr | Ergebnis           | Trainer        | Meiste Spiele                 | Meiste Tore                                        |
| ---- | ------------------ | -------------- | ----------------------------- | -------------------------------------------------- |
| 1991 | nicht qualifiziert |                |                               |                                                    |
| 1995 | Viertelfinale      | Ted Copeland   | 11 Spielerinnen mit 4 Spielen | Gillian Coultard und Karen Farley (je 2)           |
| 1999 | nicht qualifiziert |                |                               |                                                    |
| 2003 | nicht qualifiziert |                |                               |                                                    |
| 2007 | Viertelfinale      | Hope Powell    | 08 Spielerinnen mit 4 Spielen | Kelly Smith (4)                                    |
| 2011 | Viertelfinale      | Hope Powell    | 09 Spielerinnen mit 4 Spielen | Jill Scott (2)                                     |
| 2015 | 3. Platz           | Mark Sampson   | 03 Spielerinnen mit 7 Spielen | Fara Williams (3)                                  |
| 2019 | 4. Platz           | Phil Neville   | 04 Spielerinnen mit 7 Spielen | Ellen White (6)                                    |
| 2023 | 2. Platz           | Sarina Wiegman | 09 Spielerinnen mit 7 Spielen | Lauren Hemp, Lauren James und Alessia Russo (je 3) |
| Alle |                    |                | Jill Scott mit 21 Spielen     | Ellen White (7)                                    |

### Europameisterschaften
Turniere ohne Endrunde sind kursiv gesetzt.
| - 1984: Vizeeuropameister - 1987: Vierter - 1989: nicht qualifiziert - 1991: im Qualifikations-Viertelfinale gescheitert - 1993: im Qualifikations-Viertelfinale gescheitert - 1995: Halbfinale | - 1997: nicht qualifiziert - 2001: Vorrunde - 2005: Vorrunde - 2009: Vizeeuropameister - 2013: Vorrunde - 2017: Halbfinale | - 2022: Europameister - 2025: Europameister |

### Olympische Spiele
Da an den Olympischen Spielen nur die Mannschaften der Nationen teilnehmen, die englische Nationalmannschaft im Hinblick auf die Regeln des IOC eine Verbandsmannschaft ist, konnte die englische Fußballnationalmannschaft der Frauen bisher nicht an den Olympischen Spielen teilnehmen, obwohl sie sich z. B. bei der Weltmeisterschaft 2007 als dritter europäischer Viertelfinalteilnehmer und 2015 als beste europäische Mannschaft für die Olympischen Spiele qualifiziert hatte. Der Platz ging dann jeweils an die Schwedinnen, die in der Vorrunde bzw. im Achtelfinale ausgeschieden waren und sich in extra angesetzten Qualifikationsspielen qualifizierten.
| - 1996: nicht qualifiziert - 2000: nicht qualifiziert - 2004: nicht qualifiziert - 2008: nicht qualifiziert | - 2012: Viertelfinale als Hauptteil der britischen Mannschaft - 2016: nicht qualifiziert - 2021: Viertelfinale als Hauptteil der britischen Mannschaft - 2024: nicht qualifiziert |

Für die Olympischen Spiele 2012 hatten sich die vier britischen Fußballverbände erstmals darauf verständigt, dass eine Britische Fußballnationalmannschaft der Frauen als automatisch qualifiziertes Team das Gastgeberland (im Namen des Olympischen Komitees von Großbritannien und Nordirland) vertreten soll. Damit nahm erstmals eine britische Frauenfußballnationalmannschaft an den Olympischen Spielen teil.
In der britischen Mannschaft, die von der damaligen englischen Nationaltrainerin Hope Powell zusammengestellt wurde, kamen neben den beiden schottischen Spielerinnen Ifeoma Dieke und Kim Little nur englische Spielerinnen zum Einsatz.
Für die Auslosung wurde die britische Mannschaft als einer der Gruppenköpfe neben Weltmeister Japan und Titelverteidiger USA gesetzt und traf in der Gruppenphase auf Neuseeland (1:0) sowie auf Brasilien (1:0) und Kamerun (3:0). Gegen Brasilien und Kamerun hatte auch die englische Mannschaft noch nicht gespielt. Im Viertelfinale unterlag die britische Mannschaft Kanada mit 0:2.

### Nations League
- 2023/24: Liga A1 – 2. Platz (Verbleib in Liga A für die Qualifikation zur EM 2025)
- 2025: Liga A3 – 2. Platz (Verbleib in Liga A für die Qualifikation zur WM 2027)

### Algarve- und Zypern-Cup
Die englische Mannschaft nahm bisher zweimal am Algarve-Cup teil. Bei der ersten Teilnahme 2002 wurde Platz 9 erreicht, bei der bisher letzten Teilnahme 2005 wurde das Spiel um Platz 7 gegen China im Elfmeterschießen verloren. Seit 2009 hat England in jedem Jahr am Zypern-Cup teilgenommen und dieses Turnier 2009, 2013 und 2015 gewonnen. 2010 und 2011 wurde Platz 5, 2012 Platz 4 erreicht. 2014 stand England im Finale, verlor dieses aber gegen Frankreich. 2015 wurde erneut das Finale erreicht, wo die Engländerinnen Kanada schlagen konnten und damit ihren dritten Gewinn des Zypern-Cups perfekt machten.

### Andere Turniere
- SheBelieves Cup 2016: 3. Platz
- SheBelieves Cup 2017: 3. Platz
- SheBelieves Cup 2018: 2. Platz
- SheBelieves Cup 2019: 1. Platz
- SheBelieves Cup 2020: 3. Platz
- Arnold Clark Cup 2022: 1. Platz
- Arnold Clark Cup 2023: 1. Platz

## Kader
Siehe auch: EM-2025-Kader
Folgende Spielerinnen wurden am 5. Juni 2025 für die EM nominuert.
| Nr.                   | Spielerin          | Geburts- datum | Debüt | Verein                 | Länder- spiele | Länder- spieltore | Letzter Einsatz |     |     |     |     |     |     |
| Tor                   | Tor                | Tor            | Tor   | Tor                    | Tor            | Tor               | Tor             | Tor | Tor | Tor | Tor | Tor | Tor |
| --------------------- | ------------------ | -------------- | ----- | ---------------------- | -------------- | ----------------- | --------------- | --- | --- | --- | --- | --- | --- |
| 01                    | Hannah Hampton     | 16.11.2000     | 2022  | Chelsea FC Women       | 022            | 0                 | 27.07.2025      |     |     |     |     |     |     |
| 21                    | Khiara Keating     | 27.06.2004     | –     | Manchester City W.F.C. | 000            | 0                 | –               |     |     |     |     |     |     |
| 13                    | Anna Moorhouse     | 30.03.1995     | –     | Orlando Pride          | 000            | 0                 | –               |     |     |     |     |     |     |
| Abwehr                |                    |                |       |                        |                |                   |                 |     |     |     |     |     |     |
| 02                    | Lucy Bronze        | 28.10.1991     | 2013  | Chelsea FC Women       | 140            | 20                | 27.07.2025      |     |     |     |     |     |     |
| 16                    | Jessica Carter     | 27.10.1997     | 2017  | NJ/NY Gotham FC        | 051            | 02                | 27.07.2025      |     |     |     |     |     |     |
| 03                    | Niamh Charles      | 21.06.1999     | 2021  | Chelsea FC Women       | 029            | 0                 | 27.07.2025      |     |     |     |     |     |     |
| 05                    | Alex Greenwood     | 07.09.1993     | 2014  | Manchester City W.F.C. | 105            | 07                | 27.07.2025      |     |     |     |     |     |     |
| 12                    | Maya Le Tissier    | 18.04.2002     | 2022  | Manchester United      | 008            | 0                 | 30.05.2025      |     |     |     |     |     |     |
| 15                    | Esme Morgan        | 18.10.2000     | 2022  | Washington Spirit      | 016            | 0                 | 22.07.2025      |     |     |     |     |     |     |
| 06                    | Leah Williamson    | 29.03.1997     | 2018  | Arsenal Women FC       | 064            | 05                | 27.07.2025      |     |     |     |     |     |     |
| 22                    | Lotte Wubben-Moy   | 11.01.1999     | 2021  | Arsenal Women FC       | 013            | 01                | 05.04.2024      |     |     |     |     |     |     |
| Mittelfeld            |                    |                |       |                        |                |                   |                 |     |     |     |     |     |     |
| 14                    | Grace Clinton      | 31.03.2003     | 2024  | Manchester United      | 016            | 03                | 27.07.2025      |     |     |     |     |     |     |
| 20                    | Jessica Park       | 21.10.2001     | 2022  | Manchester City W.F.C. | 020            | 03                | 13.07.2025      |     |     |     |     |     |     |
| 08                    | Georgia Stanway    | 03.01.1999     | 2018  | FC Bayern München      | 084            | 24                | 27.07.2025      |     |     |     |     |     |     |
| 10                    | Ella Toone         | 02.09.1999     | 2021  | Manchester United      | 065            | 23                | 27.07.2025      |     |     |     |     |     |     |
| 04                    | Keira Walsh        | 08.04.1997     | 2017  | Chelsea FC Women       | 093            | 02                | 27.07.2025      |     |     |     |     |     |     |
| Angriff               |                    |                |       |                        |                |                   |                 |     |     |     |     |     |     |
| 17                    | Michelle Agyemang  | 03.02.2006     | 2025  | Brighton & Hove Albion | 005            | 03                | 27.07.2025      |     |     |     |     |     |     |
| 19                    | Aggie Beever-Jones | 27.07.2003     | 2024  | Chelsea FC Women       | 011            | 06                | 22.07.2025      |     |     |     |     |     |     |
| 11                    | Lauren Hemp        | 07.08.2000     | 2019  | Manchester City W.F.C. | 070            | 19                | 27.07.2025      |     |     |     |     |     |     |
| 07                    | Lauren James       | 29.09.2001     | 2022  | Chelsea FC Women       | 034            | 09                | 27.07.2025      |     |     |     |     |     |     |
| 18                    | Chloe Kelly        | 15.01.1998     | 2018  | Arsenal Women FC       | 059            | 09                | 27.07.2025      |     |     |     |     |     |     |
| 09                    | Beth Mead          | 09.05.1995     | 2018  | Arsenal Women FC       | 074            | 37                | 27.07.2025      |     |     |     |     |     |     |
| 23                    | Alessia Russo      | 08.02.1999     | 2020  | Arsenal Women FC       | 057            | 25                | 27.07.2025      |     |     |     |     |     |     |
| Anmerkungen: 1. 2. 3. |                    |                |       |                        |                |                   |                 |     |     |     |     |     |     |

Seit 2023 ebenfalls eingesetzte oder nominierte Spielerinnen:
| Mary Earps             | 07.03.1993 | 2017 | Paris Saint-Germain    | 053 | 0  | 21.02.2025 1 |
| Emily Ramsey           | 16.11.2000 | –    | FC Everton             | 000 | 0  | –            |
| Kayla Rendell          | 29.06.2001 | –    | FC Southampton         | 000 | 0  | –            |
| Ellie Roebuck          | 23.09.1999 | 2018 | Manchester City W.F.C. | 011 | 0  | 19.02.2023   |
| Abwehr                 |            |      |                        |     |    |              |
| Millie Bright          | 21.08.1993 | 2016 | Chelsea FC Women       | 088 | 06 | 08.04.2025   |
| Grace Fisk             | 05.01.1998 | –    | West Ham United        | 000 | 0  | –            |
| Gabby George           | 21.08.1993 | 2018 | Manchester United      | 003 | 0  | 03.12.2024   |
| Aoife Mannion          | 24.09.1995 | –    | Manchester United      | 000 | 0  | –            |
| Ella Morris            | 23.09.2002 | –    | Tottenham Hotspur      | 000 | 0  | –            |
| Lucy Parker            | 18.11.1998 | –    | Aston Villa            | 000 | 0  | –            |
| Millie Turner          | 07.07.1996 | 2024 | Manchester United      | 002 | 0  | 03.12.2024   |
| Mittelfeld             |            |      |                        |     |    |              |
| Laura Blindkilde Brown | 09.09.2003 | 2024 | Manchester City W.F.C. | 001 | 0  | 03.12.2024   |
| Laura Coombs           | 29.01.1991 | 2015 | Manchester City W.F.C. | 007 | 0  | 01.08.2023   |
| Missy-Bo Kearns        | 14.04.2001 | 2025 | Aston Villa            | 001 | 0  | 03.06.2025   |
| Fran Kirby             | 29.06.1993 | 2014 | Brighton & Hove Albion | 077 | 19 | 30.05.2025   |
| Ruby Mace              | 05.09.2003 | 2024 | Leicester City         | 001 | 0  | 03.12.2024   |
| Jordan Nobbs           | 08.12.1992 | 2013 | Aston Villa LFC        | 071 | 08 | 19.02.2023   |
| Maisie Symonds         | 02.02.2003 | –    | Brighton & Hove Albion | 000 | 0  | –            |
| Katie Zelem            | 20.01.1996 | 2018 | Manchester United      | 012 | 0  | 26.09.2023   |
| Angriff                |            |      |                        |     |    |              |
| Rachel Daly            | 06.12.1991 | 2016 | Aston Villa LFC        | 084 | 16 | 09.04.2024   |
| Beth England           | 03.06.1994 | 2019 | Tottenham Hotspur      | 026 | 11 | 20.08.2023   |
| Jessica Naz            | 24.09.2000 | 2024 | Tottenham Hotspur      | 006 | 0  | 26.02.2025   |
| Nikita Parris          | 10.03.1994 | 2016 | Brighton & Hove Albion | 074 | 17 | 08.04.2025   |
| Katie Robinson         | 08.08.2002 | 2022 | Brighton & Hove Albion | 005 | 0  | 01.07.2023   |
| Ebony Salmon           | 27.01.2001 | 2021 | Houston Dash           | 004 | 0  | 19.02.2023   |

Stand: Juni 2025

## Rekordspielerinnen
| Platz | Name                | Einsätze | Tore | Position                  | Zeitraum  |
| ----- | ------------------- | -------- | ---- | ------------------------- | --------- |
| 01    | Fara Williams       | 172      | 40   | Mittelfeld                | 2001–2019 |
| 02    | Jill Scott          | 161      | 27   | Mittelfeld                | 2006–2022 |
| 03    | Karen Carney        | 144      | 33   | Mittelfeld                | 2005–2019 |
| 04    | Lucy Bronze         | 140      | 19   | Abwehr                    | seit 2013 |
| 04    | Alex Scott          | 140      | 12   | Abwehr                    | 2004–2017 |
| 06    | Casey Stoney        | 130      | 6    | Abwehr                    | 2000–2017 |
| 07    | Rachel Yankey       | 129      | 19   | Mittelfeld                | 1997–2013 |
| 08    | Gillian Coultard    | 125      | 19   | Mittelfeld                | 1981–2000 |
| 09    | Steph Houghton      | 121      | 11   | Abwehr                    | 2007–2021 |
| 10    | Kelly Smith         | 117      | 46   | Angriff                   | 1995–2014 |
| 11    | Ellen White         | 113      | 52   | Angriff                   | 2010–2022 |
| 12    | Eniola Aluko        | 105      | 33   | Angriff                   | 2004–2016 |
| 12    | Alex Greenwood      | 105      | 7    | Abwehr                    | seit 2014 |
| 14    | Rachel Unitt        | 102      | 8    | Abwehr                    | 1997–2013 |
| 15    | Debbie Bampton      | 95       | 7    | Mittelfeld                | 1978–1997 |
| 16    | Katie Chapman       | 94       | 8    | Mittelfeld                | 2000–2016 |
| 16    | Sue Smith           | 94       | 16   | Angriff                   | 1997–2012 |
| 16    | Marieanne Spacey    | 94       | 30   | Angriff/Mittelfeld        | 1984–2001 |
| 19    | Keira Walsh         | 92       | 2    | Mittelfeld                | seit 2017 |
| 20    | Kerry Davis         | 90       | 43   | Angriff                   | 1982–1998 |
| 20    | Faye White          | 90       | 12   | Abwehr                    | 1997–2012 |
| 22    | Millie Bright       | 88       | 6    | Abwehr                    | seit 2016 |
| 23    | Karen Walker        | 86       | 41   | Angriff                   | 1988–2003 |
| 24    | Rachel Daly         | 84       | 16   | Abwehr/Angriff            | seit 2016 |
| 25    | Georgia Stanway     | 83       | 24   | Mittelfeld                | seit 2018 |
| 26    | Rachel Brown-Finnis | 82       | 0    | Tor                       | 1997–2013 |
| 27    | Karen Bardsley      | 81       | 0    | Tor                       | 2005–2022 |
| 28    | Toni Duggan         | 79       | 22   | Angriff                   | 2013–2020 |
| 29    | Fran Kirby          | 77       | 19   | Mittelfeld                | 2014–2025 |
| 30    | Nikita Parris       | 74       | 17   | Angriff                   | seit 2016 |
| 31    | Beth Mead           | 73       | 37   | Angriff                   | seit 2018 |
| 32    | Karen Burke         | 72       | 7    | Mittelfeld                | 1992–2003 |
| 32    | Hope Powell         | 72       | 17   | Mittelfeld                | 1983–1998 |
| 34    | Anita Asante        | 71       | 1    | Mittelfeld                | 2004–2018 |
| 34    | Jordan Nobbs        | 71       | 8    | Mittelfeld                | seit 2013 |
| 36    | Lauren Hemp         | 69       | 19   | Angriff                   | seit 2019 |
| 36    | Demi Stokes         | 69       | 1    | Abwehr                    | seit 2014 |
| 38    | Theresa Wiseman     | 68       | 0    | Tor                       | 1978–1991 |
| 39    | Samantha Britton    | 65       | 3    | Abwehr/Mittelfeld/Angriff | ?         |
| 39    | Mary Phillip        | 65       | 0    | Abwehr                    | 1995–2008 |
| 41    | Ella Toone          | 64       | 23   | Mittelfeld                | seit 2021 |
| 42    | Laura Bassett       | 63       | 2    | Abwehr                    | 2003–2017 |
| 42    | Leah Williamson     | 63       | 5    | Abwehr                    | seit 2018 |
| 44    | Linda Curl          | 62       | 27   | Mittelfeld/Angriff        | 1977–1990 |
| 45    | Pauline Cope        | 60       | 0    | Tor                       | 1995–2004 |

Stand: 27. Juli 2025

## Rekordtorschützinnen
| Platz | Name             | Tore | Einsätze | Zeitraum  |
| ----- | ---------------- | ---- | -------- | --------- |
| 1     | Ellen White      | 52   | 113      | 2021–2022 |
| 2     | Kelly Smith      | 46   | 117      | 1995–2014 |
| 3     | Kerry Davis      | 43   | 090      | 1982–1998 |
| 4     | Karen Walker     | 41   | 086      | 1988–2003 |
| 5     | Fara Williams    | 40   | 172      | 2001–2019 |
| 6     | Beth Mead        | 37   | 073      | 2018–     |
| 7     | Eniola Aluko     | 33   | 105      | 2004–2016 |
| 7     | Karen Carney     | 33   | 144      | 2005–2019 |
| 8     | Marieanne Spacey | 30   | 094      | 1984–2001 |

## Spiele gegen Nationalmannschaften deutschsprachiger Länder
Alle Ergebnisse aus englischer Sicht

### Deutschland
Die Engländerinnen konnten erst dreimal gegen Deutschland gewinnen, damit aber bei der WM 2015 den dritten Platz erreichen – die bisher beste Platzierung bei Weltmeisterschaften der Frauen, die erste Ausgabe des Arnold Clark Cups  und  den EM-Titel 2022 gewinnen. Die 22 Niederlagen gegen Deutschland sind die höchste Anzahl von Niederlagen der Engländerinnen gegen ein Land und Deutschland hat auch gegen kein Land häufiger gewonnen.
| Datum              | Ort              | Ergebnis  | Anlass                        |
| ------------------ | ---------------- | --------- | ----------------------------- |
| 22. August 1984    | Jesolo           | 0:2       |                               |
| 5. August 1990     | Minneapolis      | 1:3       |                               |
| 25. November 1990  | Wycombe          | 1:4       | EM-Viertelfinale              |
| 16. Dezember 1990  | Bochum           | 0:2       | EM-Viertelfinale              |
| 11. Dezember 1994  | Watford          | 1:4       | EM-Halbfinale                 |
| 23. Februar 1995   | Bochum           | 1:2       | EM-Halbfinale                 |
| 13. Juni 1995      | Västerås         | 0:3       | WM-Viertelfinale              |
| 27. Februar 1997   | Preston          | 4:6       |                               |
| 25. September 1997 | Dessau           | 0:3       | WM-Qualifikation              |
| 8. März 1998       | London           | 0:1       | WM-Qualifikation              |
| 30. Juni 2001      | Jena             | 0:3       | EM-Vorrunde                   |
| 27. September 2001 | Kassel           | 1:3       | WM-Qualifikation              |
| 19. Mai 2002       | London           | 0:1       | WM-Qualifikation              |
| 11. September 2003 | Darmstadt        | 0:4       |                               |
| 25. Oktober 2006   | Aalen            | 1:5       |                               |
| 30. Januar 2007    | Guangzhou        | 0:0       | Viernationen-Turnier in China |
| 14. September 2007 | Shanghai         | 0:0       | WM-Vorrunde                   |
| 17. Juli 2008      | Unterhaching     | 0:3       |                               |
| 10. September 2009 | Helsinki         | 2:6       | EM-Finale                     |
| 23. November 2014  | London           | 0:3       |                               |
| 4. Juli 2015       | Edmonton         | 1:0       | WM-Spiel um Platz 3           |
| 26. November 2015  | Duisburg         | 0:0       |                               |
| 6. März 2016       | Nashville        | 1:2       | SheBelieves Cup 2016          |
| 7. März 2017       | Washington, D.C. | 0:1       | SheBelieves Cup 2017          |
| 4. März 2018       | Harrison         | 2:2       | SheBelieves Cup 2018          |
| 9. November 2019   | London           | 1:2       |                               |
| 27. Oktober 2020   | Wiesbaden        | abgesagt  |                               |
| 23. Februar 2022   | Wolverhampton    | 3:1       | Arnold Clark Cup              |
| 31. Juli 2022      | London           | 2:1 n. V. | EM-Finale                     |
| 25. Oktober 2024   | London           | 3:4       |                               |

### Schweiz
| Datum              | Ort              | Ergebnis | Anlass                   |
| ------------------ | ---------------- | -------- | ------------------------ |
| 1. April 1975      | Basel            | 3:1      |                          |
| 3. April 1977      | Hull             | 9:1      |                          |
| 23. Juli 1979      | Sorrent          | 2:0      |                          |
| 16. Oktober 1999   | Zofingen         | 3:0      | EM-Qualifikation         |
| 13. Mai 2000       | Bristol          | 1:0      | EM-Qualifikation         |
| 1. März 2010       | Larnaka (Zypern) | 2:2      | Zypern-Cup               |
| 12. September 2010 | Shrewsbury       | 2:0      | WM-Qualifikation-Playoff |
| 16. September 2010 | Wohlen           | 3:2      | WM-Qualifikation-Playoff |
| 1. März 2012       | Larnaka (Zypern) | 1:0      | Zypern-Cup               |
| 10. Juni 2017      | Biel/Bienne      | 4:0      |                          |
| 30. Juni 2022      | Zürich           | 4:0      |                          |
| 3. Dezember 2024   | Sheffield        | 1:0      |                          |

### Österreich
| Datum             | Ort              | Ergebnis | Anlass             |
| ----------------- | ---------------- | -------- | ------------------ |
| 1. September 2005 | Amstetten        | 4:1      | WM-Qualifikation   |
| 20. April 2006    | Gillingham       | 4:0      | WM-Qualifikation   |
| 25. März 2010     | London           | 3:0      | WM-Qualifikation   |
| 21. August 2010   | Krems            | 4:0      | WM-Qualifikation   |
| 11. April 2017    | Milton Keynes    | 3:0      | Freundschaftsspiel |
| 8. November 2018  | Maria Enzersdorf | 3:0      | Freundschaftsspiel |
| 27. November 2021 | Sunderland       | 1:0      | WM-Qualifikation   |
| 6. Juli 2022      | Manchester       | 1:0      | EM-Eröffnungsspiel |
| 3. September 2022 | Wiener Neustadt  | 2:0      | WM-Qualifikation   |
| 23. Februar 2024  | Algeciras        | 7:2      | Freundschaftsspiel |